# Troglohyphantes novicordis
Troglohyphantes novicordis este o specie de păianjeni din genul Troglohyphantes, familia Linyphiidae, descrisă de Thaler, 1978.
Este endemică în Austria. Conform Catalogue of Life specia Troglohyphantes novicordis nu are subspecii cunoscute.